# Kodeks Świętosławowy
Kodeks Świętosławowy (Kodeks Suleda) – najstarszy przekład na język polski statutów prawnych, pochodzący z połowy XV wieku.

## Opis kodeksu
Kodeks zawiera przekład z łaciny statutów Kazimierza Wielkiego i Władysława Jagiełły, dokonany przez Świętosława z Wojcieszyna, oraz praw książąt mazowieckich (prawa ziemi mazowieckiej / statuty dzielnicy czersko-warszawskiej z lat 1377–1426), dokonany przez Macieja z Różana. Zapisu statutów w kodeksie dokonał Mikołaj Suled (w 1449 statuty Kazimierza Wielkiego i Władysława Jagiełły, zaś w 1450 prawo książąt mazowieckich). Przekład został wykonany prawdopodobnie dla księcia Bolesława IV, władcy Mazowsza, które ówcześnie nie wchodziło w skład Królestwa Polskiego, lecz było jego lennem.
Rękopis przechowywany jest w Bibliotece Czartoryskich w Krakowie (numer inwentarzowy 1418 IV Rkps). Jest to pergaminowy kodeks formatu folio, składający się z 58 kart (i dwóch kart ochronnych). Wymiary manuskryptu to 315x245 mm. Karty 2–41v zawierają przekład statutów Kazimierza Wielkiego i Władysława Jagiełły, zaś karty 43–57 przekład statutów mazowieckich. Kodeks ilustrowany jest dwiema miniaturami całostronnicowymi oraz sześcioma inicjałami, autorstwa prawdopodobnie iluminatora z Mazowsza. W XVII w. kodeks był własnością Kazimierza Weysse (kanonika kieleckiego i penitencjarza klasztoru kapucynów w Krakowie), który przekazał go bibliotece tego klasztoru. Później został nabyty przez Czartoryskich razem z Biblioteką Porycką Tadeusza Czackiego.
Język przekładu zawiera wiele regionalizmów charakterystycznych dla dialektu mazowieckiego w XV wieku. Walory językowe obniża jednak dosłowne trzymanie się łacińskiego oryginału, co sprawia, że niektóre fragmenty są trudno zrozumiałe. Kodeks jest też świadectwem kształtowania się polskiego języka prawnego.

## Fragmenty
O daniu paniam rzecznikow (transliteracja):

Aby przebywanie paniam prze krachkość przyrodzenia od zborow mężczyznnych owszejki było rozdzielono, aby <gdy> ku sądom pozwane są, nie cisnęły <się> miedzy tłumy mężczyzne, ustawiła moc nasza ot niniejszego czasu, aby, gdy ktora pani alibo dziewica pozowąc alibo pozwana będąc przydzie na rok jej zdany, sędzia na sądzie siedzący urzędnika swego do gospody onej paniej z przeciwniki jej ma posłać, przed jimże rzecz swoję alibo przą rzeczy swej rzecznikowi alibo piercy swemu, ktoremu jej będzie lubo, wszystkę poleci…